# Bosehaus
La Bosehaus est une maison historique située dans le Thomaskirchhof 16, à Leipzig, en Allemagne. Il héberge le Bach-Archiv Leipzig, le musée Bach ainsi que la Nouvelle Société Bach.

## Historique
Construit au XVIe siècle, le bâtiment est acquis en 1710 par Georg Heinrich Bose, un marchand de métaux précieux qui le fait remanier dans un style baroque. À cette époque, la famille Bose est voisine de la famille Bach, qui habite en face du bâtiment, dans l'école St Thomas.
En 1765, la maison est utilisée pour présenter la collection Richter, composée des œuvres accumulées par Georg Heinrich Bose, son beau-fils, Johann Zacharias Richter, et le fils de celui-ci, Johann Thomas Richter. Les 400 pièces de la collection sont vendues en 1810.
En 1886, l'éditeur et collectionneur Paul de Wit inaugure un musée d'instruments à la Bosehaus qui fermera jusqu'à sa mort, en 1925. Une partie de cette collection est désormais présentée au musée des instruments de musique de l'université de Leipzig.
Depuis 1985, la Bosehaus héberge le Bach-Archiv Leipzig et le Johann Sebastian Bach Museum Leipzig.
À la suite d'une extension au tournant du siècle, en 2008 la Bosehaus est restaurée pour être conforme aux dernières exigences en matière de sécurité. Après deux ans de travaux, le bâtiment est reouvert le 20 mars 2010 à l'occasion du 325e anniversaire du compositeur. La cérémonie est présidée par le mandataire allemand, Horst Köhler.